# Lipomelia ustata
Lipomelia ustata là một loài bướm đêm trong họ Geometridae.